# Фанес
Фанес или Фан (грч. Φάνης) је у грчкој митологији било примордијално божанство стварања и живота.

## Етимологија
Његово име има значење „изнети на видело“, односно „онај који обелодањује (или открива)“ или „учинити да се појави“, а изведено је од грчких глагола phanaô и phainô.

## Митологија
Фанес је био мистично божанство у орфичком миту, био је првобитни бог, познат и као Протоген. Био је створитељ живота, покретачка сила репродукције у раном космосу. Рођен је из јајета света, које је представљало првобитну смешу елемената, када се раставило на саставне делове древних богова Хрона и Ананке. Према другој верзији, из тог јајета су настали Фанес, Геја и Тартар, као основни првобитни елементи космоса. Из две половине јајета су настали Уран и Геја, које је Фанес, као Ерос, навео да се сједине и тако створе свет. Из Фанеса су настали и Крон, па потом и Зевс. Према неким предањима, Зевс је појео Фанеса како би стекао његову моћ, те је расподелио међу новом генерацијом богова са Олимпа, којима је председавао. Орфици су изједначавали Фанеса са старијим Еросом из Хесиодове теогоније, који је оличавао сексуалну жељу, а настао из Хаоса и Земље. У Фанеса су укључена и многа друга примордијална божанства о којима су писали разни аутори, као што су Тесида, Фусида, Офион, Ерикапеј, Крон и Ананка. Појављује се и у лику Метиде, коју је Зевс прогутао, као и Тетије, која је свима била дадиља. Међутим, ова два божанства су у већини античке грчке књижевности јасно одвојена од богова створитеља света. Као његови родитељи су се дакле наводили Хрон и Ананка, али и Хидрос и Геја, а Платон, који га је називао Еросом, сматрао га је сином Пороса и Пеније. Као син Пеније и Пороса, он је схваћен као демон, који обједињује супротне одлике својих родитеља, богатство и сиромаштво. Оно што стекне, одмах и изгуби. Он је средина између ружног и лепог, мудрости и незнања. Фанес је био први владар универзума, који је власт препустио својој кћерки Никс. Најпре је сам из себе изродио Никс, да би сједињен са њом, створио Небо и Земљу. Међутим, неки извори наводе да му је Никс мајка, која је, када јој се удварао Ветар, снела сребрно јаје из кога се Фанес излегао и покренуо свет из мировања. Замишљан је као створење са четири главе, па је испуштао четири врсте звукова; оглашавао се попут бика, лава, овна или змије. Ноћ је живела са њим у пећини и приказивала се у тројству — Ноћ, Ред и Правда. Веровало се да је Фан створио земљу, небо, Сунце и Месец, али да је владарка света ипак била Ноћ или је за чувара света поставио Сунце.

## Уметност
У ликовној уметности је представљан као дивно хермафродитно божанско биће, златних крила и обмотан змијама, баш као на једном римско-грчком рељефу из другог века нове ере. Песници су га описивали као бестелесно биће, невидљиво чак и боговима.

## Тумачење
Према Роберту Гревсу, овај орфички мит је утицај касније мистичне доктрине о љубави, о чему говори и Фанесово алтернативно име, Ерос, који приказује јасан однос полова, односно каснијег продора патријархата. Ноћ је Месец, односно Месечева богиња, јер је сребро од кога је јаје сачињено метал Месеца. Фанесово име указује да је он Сунце, а његових четири глава симболизује четири годишња доба. Према Макробију, колофонско светилиште поистовећује овог Фанеса са трансцеденталним богом Иао; Зевс је ован, односно пролеће, Хелије је лав или лето, Хад је змија или зима, а Дионис је бик или Нова година.

## Друге личности
- Према Паусанији, Тебанац који је дошао у Сикион у време када је Аристомах, због погрешно протумаченог пророчанства, доживео неуспех да се врати на Пелопонез.[4] Тај Тебанац је успоставио у Сикиону обожавање Диониса Лисија, односно тај култ пренео из Тебе.[5]
- Према Нону, био је један од ламоских кентаура, који се придружио Дионису у његовом походу на Индију.[4]